# حرية الدين في الباراغواي
حرية الدين في الباراغواي منصوص عليها في دستور الباراغواي، وتشارك القوانين والسياسات الأخرى في حرية ممارسة الدين عمومًا. يحمي القانونُ هذا الحقَّ من الانتهاك بالكامل وعلى جميع المستويات، سواء من قبل الجهات الحكومية أو الخاصة. تحترم الحكومة عمومًا حرية الممارسة الدينية؛ وعلى الرغم من ذلك، فإنها تقصر بين الحين والآخر في تطبيق قوانين الحرية الدينية عند حدوث انتهاكات. كانت هناك بعض التقارير عن إساءة التعامل المجتمعية أو التمييز الديني القائم على أسس الانتماء أو المعتقد أو الممارسات الدينية؛ ومع ذلك، اتخذ قادة المجتمع البارزون خطوات إيجابيةً لتعزيز الحرية الدينية.

## الديمغرافيا الدينية
تبلغ مساحة الدولة 406,752 كيلومترًا مربعًا، ويبلغ تعدادها السكاني 6.3 مليون نسمة. وفقًا للتعداد الوطني عام 2002، يشكل الروم الكاثوليك 89.6% من السكان، ويشكل البروتستانت الإنجيليون 6.2%. تشمل المجموعات التي تشكل أقل من 5% من السكان شهود يهوه واليهود (الأرثوذكس، والمحافظون، والإصلاحيون)، وأعضاء كنيسة يسوع المسيح لقديسي الأيام الأخيرة (المورمونيون)، والمينوناتيين، والمسلمين، والبهائيين. يشير مسح عام 2006 إلى نتائج مماثلة؛ ولكن، عدّ 84.7% من المشاركين في الاستطلاع فقط أنفسهم كاثوليكيين، وهذا أقل من نسبة عام 2002.
يميل المواطنون الأصليون إلى الانتماء للكاثوليكية، بينما ينتمي المهاجرون بشكل عام إلى جماعات دينية أخرى. تحوي مقاطعة ألتو بارانا الشرقية مجتمعًا إسلاميًا كبيرًا بسبب الهجرة الكبيرة من الشرق الأوسط، ولا سيما من لبنان. يزدهر مجتمع مينوناتي كبير في مقاطعة بوكويرون الغربية، ويحتشد أعضاء جماعات دينية أخرى في أكبر المدن، بما في ذلك أسونسيون، وسيوداد ديل إستي، وأنكارناسيون. تحظى مجموعات المهاجرين غير الكاثوليك بارتفاع في نصيب أفرادها من الدخل مقارنةً مع المواطنين الأصليين الكاثوليكيين أصلًا. إن التمتع بحقوق العضوية في الجماعات الدينية مرتفع.

## إطار العمل القانوني/السياسي
يحمي الدستور حق سكان البارغواي في حرية الدين. يمنع هذا الدستور وقوانين أخرى التمييز على أساس الدين، وتُفرض القليل من القيود القانونية على التعبير أو الكلام الديني. يحمي الدستور والقوانين الأخرى حق الأفراد في اختيار أديانهم وتغييرها وممارستها بحرية، ويوفر الحماية القانونية التي تعالج التمييز والاضطهاد، ويقدم تدابير لانتهاك الحرية الدينية.
يعترف الدستور بالدور التاريخي للكنيسة الرومانية الكاثوليكية (الدين السائد). رغم أن الحكومة علمانية في الاسم والممارسة، فإن معظم المسؤولين الحكوميين كاثوليكيون، ويخطب رجال الدين الكاثوليك بين الحين والآخر خلال المناسبات الحكومية الرسمية. كان العديد من كبار المسؤولين مينوناتيين. كان الرئيس السابق فرناندو لوغو مطرانًا كاثوليكيًا متقاعدًا وعضوًا في الحزب الديمقراطي المسيحي، وهو حزب كاثوليكي.
تعتبر الحكومة أيام خميس الأسرار (الخميس المقدس)، والجمعة العظيمة، وانتقال السيدة المقدسة مريم العذراء، وعيد سيدة الحبل بلا دنس في الكنيسة الكاثوليكية، وعيد الميلاد، عطلًا رسميةً.
نهض الدستور بأعباء الامتناع الضميري عن الخدمة العسكرية. تملك القوات المسلحة برنامجًا كهنوتيًا كاثوليكيًا واسع النطاق تدعمه الحكومة. تعتبر الكنيسة الرومانية الكاثوليكية هذه الكهنوتية أسقفية، وقد عينت أسقفًا للإشراف على البرنامج بدوام كامل.
رغم أن الحكومة لا تفرض قيودًا على النشر الديني أو وسائل الإعلام الدينية الأخرى، تخضع هذه المنشورات لقانون نشر الكتابات البذيئة. لا يحظر القانون استيراد المحاضرات، أو الملابس، أو الرموز الدينية، أو يقيده، أو يعاقب عليه.
يُطلب من جميع الكنائس والمنظمات الدينية التسجيل لدى وزارة التعليم والثقافة. يشمل التسجيل استكمال الأوراق المطلوبة، والحصول على شهادة تقر أنها منظمة غير ربحية، واجتياز جميع اختبارات الخلفية المالية والجنائية، ودفع رسوم رمزية. تفرض الحكومة ضوابط قليلة على الجماعات الدينية، ولا يزال الكثير منها غير مسجل، وتمتلك الكنائس الإنجيلية عادةً عددًا قليلًا من الأعضاء.